# Evansville (Wyoming)
Pour les articles homonymes, voir Evansville.
Evansville est une municipalité américaine située dans le comté de Natrona au Wyoming. Elle fait partie de l'agglomération de Casper.
Lors du recensement de 2010, sa population est de 2 544 habitants. La municipalité s'étend alors sur une superficie de 3,58 milles carrés (9,27 km2), dont 0,04 milles carrés (0,1 km2) d'étendues d'eau.
W. T. Evans fonde un ranch sur ces terres en 1902. Il en vend une partie à des sociétés pétrolières, qui attirent des ouvriers. Evans fait dessiner la localité en 1921. Evansville devient une municipalité le 15 mars 1923.